# Oribatula smirnovi
Oribatula smirnovi är en kvalsterart som först beskrevs av Bulanova-Zachvatkina 1978.  Oribatula smirnovi ingår i släktet Oribatula och familjen Oribatulidae. Inga underarter finns listade i Catalogue of Life.